# Campo San Martino
Campo San Martino é uma comuna italiana da região do Vêneto, província de Pádua, com cerca de 5.371 habitantes. Estende-se por uma área de 13,13 km², tendo uma densidade populacional de 409,1 hab/km². Faz fronteira com Curtarolo, Piazzola sul Brenta, San Giorgio delle Pertiche, San Giorgio in Bosco, Santa Giustina in Colle, Villa del Conte.

## Demografia
| Variação demográfica do município entre 1861 e 2011                               |
|                                                                                   |
| Fonte: Istituto Nazionale di Statistica (ISTAT) - Elaboração gráfica da Wikipedia |